# Buffalo Braves 1972-1973
La stagione 1972-73 dei Buffalo Braves fu la 3ª nella NBA per la franchigia.
I Buffalo Braves arrivarono terzi nella Atlantic Division della Eastern Conference con un record di 21-61, non qualificandosi per i play-off.

## Roster
| N° | Naz.                   | Ruolo | Sportivo           | Anno | Alt. | Peso |
| -- | ---------------------- | ----- | ------------------ | ---- | ---- | ---- |
| 3  | Stati Uniti (bandiera) | C     | Elmore Smith       | 1949 | 213  | 113  |
| 5  | Stati Uniti (bandiera) | G     | Howard Komives     | 1941 | 185  | 84   |
| 7  | Stati Uniti (bandiera) | G     | Harold Fox         | 1949 | 188  | 79   |
| 9  | Stati Uniti (bandiera) | GA    | Randy Smith        | 1948 | 191  | 82   |
| 11 | Stati Uniti (bandiera) | AC    | Bob McAdoo         | 1951 | 206  | 95   |
| 13 | Stati Uniti (bandiera) | G     | Dave Wohl          | 1949 | 188  | 84   |
| 20 | Stati Uniti (bandiera) | G     | Dick Garrett       | 1947 | 191  | 84   |
| 27 | Stati Uniti (bandiera) | A     | Bill Hewitt        | 1944 | 201  | 95   |
| 32 | Stati Uniti (bandiera) | GA    | Fred Hilton        | 1948 | 191  | 84   |
| 35 | Stati Uniti (bandiera) | AC    | Cornell Warner     | 1948 | 206  | 100  |
| 42 | Stati Uniti (bandiera) | G     | Mahdi Abdul-Rahman | 1942 | 188  | 84   |
| 44 | Stati Uniti (bandiera) | AC    | Bob Kauffman       | 1946 | 203  | 109  |
| 45 | Stati Uniti (bandiera) | AC    | John Hummer        | 1948 | 206  | 104  |

## Staff tecnico
- Allenatore: Jack Ramsay
- Vice-allenatore: Bob MacKinnon
- Preparatore atletico: Ray Melchiorre